# Hoek (boksen)

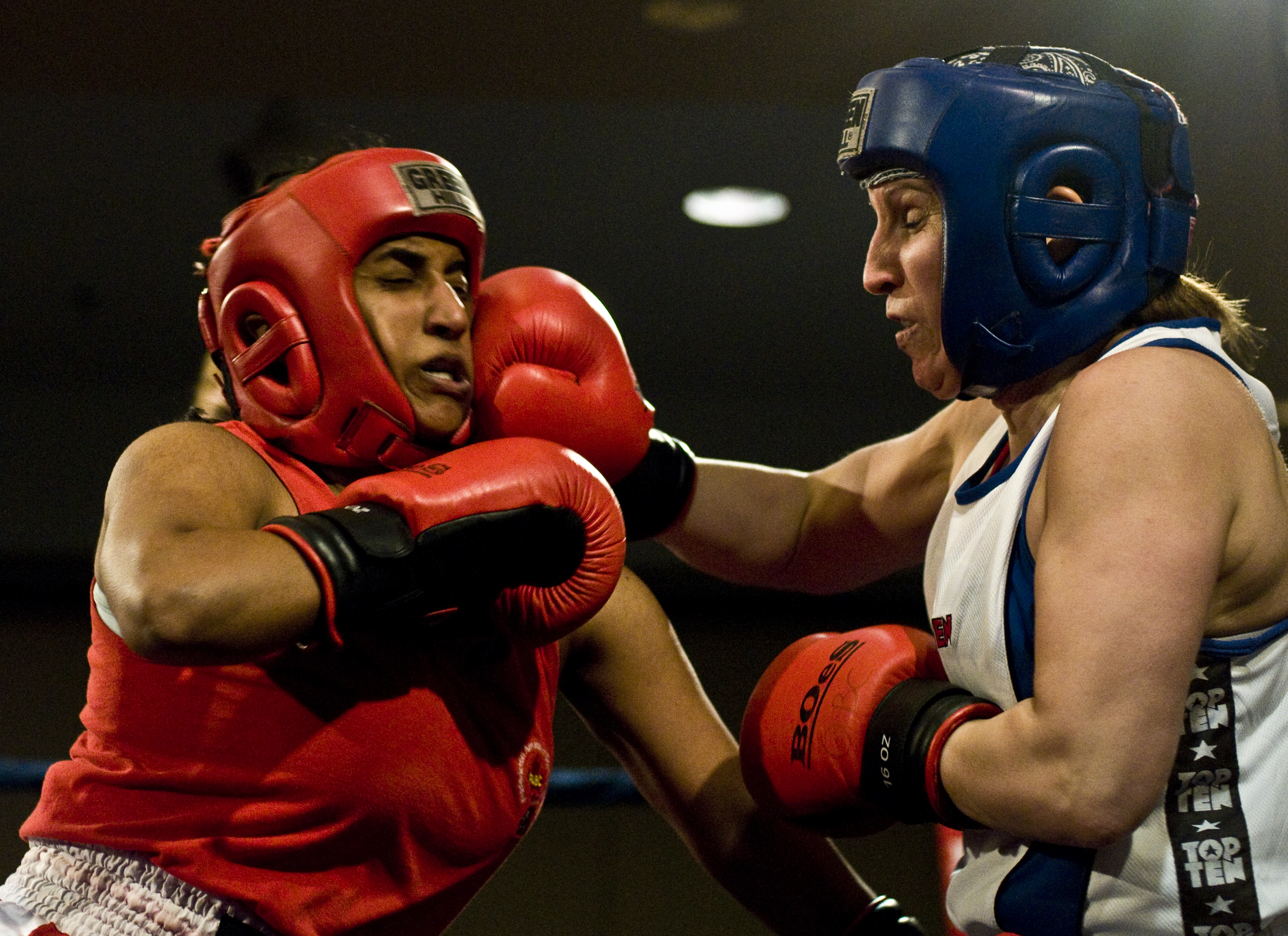
Hoek uitgedeeld door de boksster ter rechterzijde.

De hoek  is een van de stoten in het boksen en kickboksen. De stoot wordt uitgevoerd door het bovenlichaam te draaien en de arm, die gebogen is in een ongeveer rechte hoek, horizontaal tegen het lichaam van de tegenstander te laten landen. In het algemeen is de hoek gericht op het hoofd van de tegenstander, maar hij kan ook als leverstoot worden uitgevoerd. 
Traditioneel landde de vuist met de knokkels omhoog tegen het lichaam van de tegenstander. Later werd het gebruikelijk de knokkels naar achteren te richten. Tegenwoordig komen beide technieken  voor.
De hoek kan met beide armen worden uitgevoerd. Met een hoek is het mogelijk iemand knock-out te slaan.
De term hoek wordt ook gebruikt voor de hoeken van de boksring, waar tussen de rondes van het boksen de bokser kort rust en wordt verzorgd.